# Olivet (fromage)
Pour les articles homonymes, voir Olivet.
Fromage d'Olivet est une appellation d'origine qui désignait un fromage au lait de vache originaire de la micro-région d'Olivet située dans le département du Loiret en France.

## Histoire
C'était une production exclusivement fermière et de printemps dont l'excédent était mis à la vente au marché du bourg d'Olivet. Les fromages étaient poudrés de charbon de sarment de vigne. Elle avait deux fonctions principales : éviter que les fromages ne s'agrègent les uns aux autres lorsqu'ils sont entreposés et limiter les contacts avec les insectes et donc assurer une bonne conservation.
- 1767 : Des fromages d'environ 1 kg sont mentionnés dans le « Gazetin du comestible » du mois de mars[3] : « Fromages d'Olivet, près d'Orléans. 16 à 18 sols chez soi. Leur poids est ordinairement de deux livres. Ils ont beaucoup de réputation. »
- 1900 : Dans la Cuisine du siècle : « Fromage d'Olivet : il a pour lieu d'origine un gros bourg situé sur les bords du Loiret, près d'Orléans. Les cultivateurs de ce pays prennent un soin extrême de leurs herbages qu'ils fument avec des angrais à base de sels alcalins et le fromage qu'ils fabriquent est depuis longtemps renommé dans la contrée. La fabrication se rapproche de celle du camembert et du mont-dor.
Il en existe trois catégories : blanc, bleu et affiné. Le fromage bleu s'affine par un contact avec de la cendre de sarment de vigne ou de bois très fraîche. La première lui communique son arome spécial très délicat[4]. »
- 1905 : Dans le Dictionnaire universel de cuisine pratique : « Olivet (Fromage d') : Dans le pays de ce nom, situé dans le département du Loiret, on fabrique avec du lait de vache, des fromages qui ont la forme d'un disque d'environ quatre centimètres d'épaisseur sur quinze de diamètre. Ces fromages, un peu maigres, ont une pâte blanche et salée peu goûtée des gourmets. Ils se mangent frais ou affinés[5]. ».

## Production commerciale de fromages d'Olivet
La production commerciale de véritables fromages d'Olivet a été abandonnée.

## Commercialisation de fromages utilisant l'appellation «olivet»

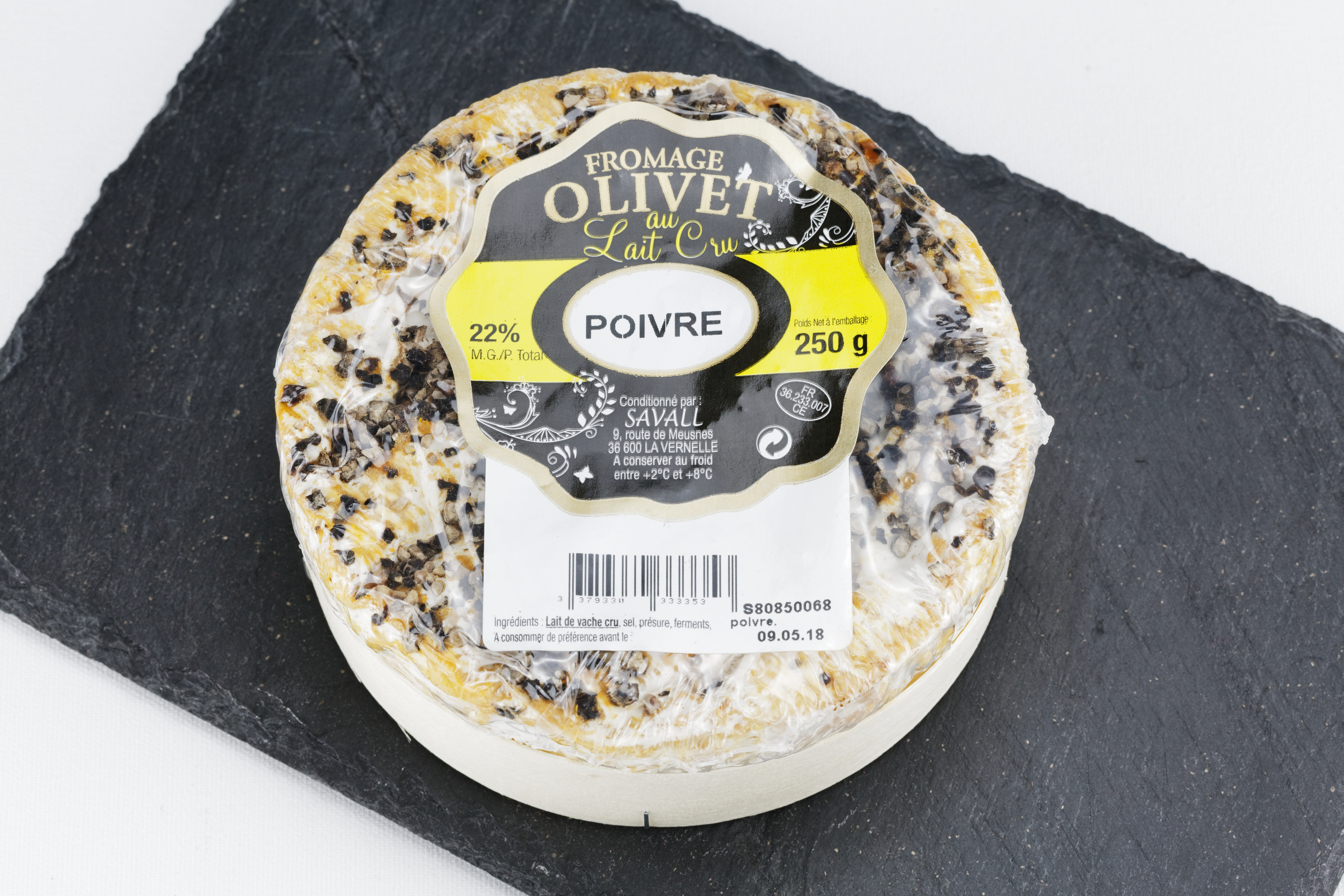
Fromage industriel au poivre utilisant l'appellation « olivet » mais fabriqué dans l'Indre.

L'appellation « olivet » n'étant commercialement pas protégée, rien ne s'oppose à son emploi pour désigner des transformations fromagères sans rapport avec le fromage d'Olivet.
De par ce fait, une série de fromages (cendrés, bleus, poivrés, au foin) portant l'appellation « olivet »  est fabriquée par une usine fromagère de la commune de La Vernelle dans le département de l'Indre
Également, à Châteauneuf-sur-Loire dans le Loiret, une filiale de cette usine, spécialisée dans la distribution alimentaire en gros emploie également l'appellation « olivet » pour une production de fromages fabriqués par le groupe Lactalis à Clécy dans le Calvados en Basse-Normandie.

### Présentation
Ces fromages mesurent 12 cm de diamètre, 2,5 cm de haut et 230 à 240 grammes.

### Fabrication
Les fromages sont fabriqués à base de laits de vaches pasteurisés. Ils 
sont ensemencés de Penicillium candidum puis affiné dans des hâloirs à 12 °C dans des conditions très humides pendant 15 jours.
La suite de l'affinage varie selon les types de fromages à produire : 
- l'olivet bleu poursuit son affinage un mois en cave fraîche[8]. Sa croûte blanche naturelle tachetée de bleue se forme lors du processus de maturation, d'où son nom. Un léger goût de champignons et de sel se fait aussi ressentir. Il est vendu enveloppé dans du papier paraffiné ou enroulé dans des feuilles de platane ;
- l'olivet cendré est mis au contact de la cendre de charbon qui donne au fromage une couleur grise et communique une odeur de terre à sa croûte.  L'affinage dure deux semaines en cave puis deux semaines sur des planches[8] ;
- l'olivet au foin est affiné au foin ;
- l'olivet au poivre est saupoudré de poivre en fin d'affinage[8].